# Mohamed Abdel-Shafy
Mohamed Abdel-Shafy (Cairo, 1 de julho de 1985) é um futebolista egípcio que atua como lateral. Atualmente joga pelo Al-Ahli.

## Carreira
Mohamed Abdel-Shafy representou o elenco da Seleção Egípcia de Futebol no Campeonato Africano das Nações de 2017.

## Títulos
Zamalek
- Copa do Egito: 2007–08, 2012–13, 2013–14
- Campeonato Egípcio: 2014–15

Al-Ahli
- Copa da Arábia Saudita: 2014–15
- Campeonato Saudita: 2015–16
- Copa do Rei: 2016
- Supercopa Saudita: 2016

Seleção Egípcia
- Campeonato Africano das Nações: 2010